# 张玉照
张玉照（？—），中国舞蹈家，一级演员，中国舞蹈家协会原副主席、顾问。